# Prémio Pulitzer de Comentário
O Prémio Pulitzer de Comentário é um dos catorze Prémio Pulitzer norte-americanos que são entregues anualmente no Jornalismo. Tem sido entregue desde 1970. Os finalistas têm sido anunciados desde 1980, geralmente dois para além do vencedor.

## Vencedores e justificações
O Pulitzer de Comentário tem sido entregue anualmente a uma pessoa sem excepção - 46 prêmios em 45 anos (1970–2015). Nenhuma pessoa venceu duas vezes.
- 1970: Marquis W. Childs, St. Louis Post-Dispatch, "pelos comentários notáveis durante 1969."
- 1971: William A. Caldwell, The Record (Hackensack, Nova Jérsia), "pelas seus comentários na sua coluna diária."
- 1972: Mike Royko, Chicago Daily News, "pelas suas colunas durante 1971."
- 1973: David S. Broder, Washington Post, "pelas suas colunas durante 1972."
- 1974: Edwin A. Roberts Jr., National Observer, "pelos seus comentários sobre assuntos públicos durante 1973."
- 1975: Mary McGrory, Washington Star, "pelos seus comentários sobre assuntos públicos durante 1974."
- 1976: Walter Wellesley (Red) Smith, New York Times, "pelos seus comentários desportivos em 1975 e  durante muitos outros anos."
- 1977: George F. Will, Washington Post Writers Group, "pelos comentários notáveis numa variedade de tópicos."
- 1978: William Safire, New York Times, "pelo seu comentário sobre o caso Bert Lance.
- 1979: Russell Baker, New York Times
- 1980: Ellen H. Goodman, Boston Globe
- 1981: Dave Anderson, New York Times, "pelos seus comentários desportivos."
- 1982: Art Buchwald, Los Angeles Times Syndicate
- 1983: Claude Sitton, Raleigh (N. C.) News & Observer
- 1984: Vermont C. Royster, Wall Street Journal,
- 1985: Murray Kempton, Newsday, Long Island, N.Y., "pela reflexão espirituosa e perspicaz sobre assuntos públicos em 1984 e ao longo de uma carreira notável."
- 1986: Jimmy Breslin, New York Daily News, "pelas colunas que desafiavam consistentemente os cidadãos comuns."
- 1987: Charles Krauthammer, Washington Post Writers Group, "pelas suas colunas espirituosas e perspicazes sobre assuntos nacionais."
- 1988: Dave Barry, Miami Herald, "pela sua utilização consistentemente eficaz do humor como um dispositivo para a apresentação de novos insights sobre sérias preocupações."[2]
- 1989: Clarence Page, Chicago Tribune, "pelas sias colunas provocativas sobre assuntos locais e nacionais."
- 1990: Jim Murray, Los Angeles Times, "pelas suas colunas desportivas."
- 1991: Jim Hoagland, Washington Post, "pelas colunas buscadoras e previdentes de eventos que levaram à Guerra do Golfo e aos problemas políticos de Mikhail Gorbachev."
- 1992: Anna Quindlen, New York Times, "pelas suas colunas atractivas numa larga gama de tópicos pessoais e políticos."
- 1993: Liz Balmaseda, Miami Herald, "pelos seus comentários a partir do Haiti sobre a deterioração política e social e as suas colunas sobre os Cubanos-Americanos em Miami."
- 1994: William Raspberry, Washington Post, "pelos seus comentários atractivos numa grande gama de tópicos sociais e políticos."
- 1995: Jim Dwyer, Newsday, Long Island, N.Y., pelas suas colunas comoventes e compassivas sobre a cidade de Nova Iorque.
- 1996: E. R. Shipp, New York Daily News, pelas suas colunas aguçadas sobre raça, bem-estar e outros assuntos sociais.
- 1997: Eileen McNamara, Boston Globe, "pelas muitas das suas colunas laterais sobre as pessoas e assuntos de Massachusetts."
- 1998: Mike McAlary, New York Daily News, "pela reportagem sobre a brutalização de um imigrante Haitiano por policias numa esquadra de Brooklyn."
- 1999: Maureen Dowd, New York Times, "pelas suas colunas novas e perspicaz sobre o impacto do caso do Presidente Clinton com Monica Lewinsky."
- 2000: Paul A. Gigot, Wall Street Journal, "pelas suas colunas informativas e perspicazes sobre política e governo."
- 2001: Dorothy Rabinowitz, Wall Street Journal, "pelos seus artigos sobre a sociedade e cultura Norte-americana."
- 2002: Thomas Friedman, New York Times, "pela sua claridade de visão, baseada em reportagens extensas, em comentários sobre o impacto global das ameaças terroristas."
- 2003: Colbert I. King, Washington Post, "pelas suas colunas que falam às pessoas no poder com ferocidade e sabedoria."
- 2004: Leonard Pitts, Miami Herald, "pelas suas colunas novas e vibrantes, com paixão e também compaixão, para as pessoas comuns sobre assuntos muitas vezes divisionistas."
- 2005: Connie Schultz do Plain Dealer, Cleveland, "pelas suas colunas mordazes que fornecem uma voz aos oprimidos e sem privilégios."
- 2006: Nicholas D. Kristof do New York Times, "pelas suas colunas gráficas, altamente reportadas, que, sob risco pessoal, focam a sua atenção no Conflito de Darfur e que deram voz aos sem voz noutras partes do mundo."
- 2007: Cynthia Tucker do The Atlanta Journal-Constitution, "pelas suas colunas corajosas e lúcidas que evidenciam um sentido forte de moralidade e conhecimento persuasivo da comunidade."
- 2008: Steven Pearlstein do The Washington Post, "pelas suas colunas perspicazes que exploram os males económicos complexos da nação com claridade magistral."
- 2009: Eugene Robinson do The Washington Post, "pelas suas colunas eloquentes sobre a campanha presidencial de 2008, que se focaram na eleição do primeiro presidente negro, mostrando uma escrita graciosa e apertada da maior imagem histórica."
- 2010: Kathleen Parker do The Washington Post, "pelas suas colunas perceptivas, muitas vezes espirituosas, sobre uma matriz de assuntos políticos e morais."
- 2011: David Leonhardt do New York Times, "pela sua penetração graciosa nas questões económicas mais complicadas dos Estados Unidos, desde o défice do orçamento federal à reforma do sistema de saúde."
- 2012: Mary Schmich do Chicago Tribune, "Pela sua larga gama de colunas práticas que reflectem a cultura da sua famosa cidade."
- 2013: Bret Stephens, Wall Street Journal, "Pelas colunas incisivas sobre a política externa dos Estados Unidos e política doméstica, muitas vezes vivificadas com um twist contrário."
- 2014: Stephen Henderson, Detroit Free Press, "Pelas suas colunas sobre a crise financeira que a sua cidade natal enfrentou, escritas com paixão e um sentido sentimento do lugar, não poupando ninguém na sua crítica."
- 2015: Lisa Falkenberg do Houston Chronicle "pelas colunas vividamente escritas e inovadoras sobre abusos de Grande Júris, que levaram a condençaões erradas e outros problemas egrégios nos sistemas legais e de imigração."[3]
- 2016: Farah Stockman, Boston Globe, "pelas colunas fortemente reportadas que investigaram o legado dos autocarros de Boston e os seus efeitos sobre na educação da cidade, com um olhar claro sobre as contradições raciais em curso."[4]